# The Silver Lining (film 1914)
The Silver Lining è un cortometraggio muto del 1914.

## Produzione
Il film fu prodotto dalla Balboa Amusement Producing Company. Venne girato a Long Beach, in California.

## Distribuzione
Distribuito dalla Box Office Attractions Company, il film - un cortometraggio in tre bobine presentato da William Fox - uscì nelle sale cinematografiche statunitensi il 1º agosto 1914.